# Aleksandr Parygin
Aleksandr Vladimirovič Parygin, in russo Александр Владимирович Парыгин? (Almaty, 25 aprile 1973), è un ex pentatleta kazako naturalizzato australiano.

## Palmarès
In carriera ha conseguito i seguenti risultati:
Per il  Kazakistan
- Giochi olimpici:

Atlanta 1996: oro nel pentathlon moderno individuale.
- Mondiali:

Roma 1996: oro nel pentathlon moderno individuale e bronzo staffetta squadre.